# Nory
Nory (deutsch Nordenthal, 1938 bis 1945 Nordental) ist ein Dorf in der polnischen Woiwodschaft Ermland-Masuren, das zur Landgemeinde Wieliczki (Wielitzken, 1938 bis 1945 Wallenrode) im Powiat Olecki (Kreis Oletzko, 1933 bis 1945 Kreis Treuburg) gehört.

## Geographische Lage
Nory liegt im Osten der Woiwodschaft Ermland-Masuren, elf Kilometer südlich der Kreisstadt Olecko (Marggrabowa, umgangssprachlich auch Oletzko, 1928 bis 1945 Treuburg).

## Geschichte
Im Jahr 1552 wurde Norren, nach 1785 Nordenthal genannt, gegründet. Das kleine Gutsdorf wurde am 27. Mai 1874 Amtsdorf und damit namensgebend für den Amtsbezirk, der – ab 1938 in der geänderten Schreibweise „Amtsbezirk Nordental“ – bis 1945 bestand und zum Kreis Oletzko (1933 bis 1945: Kreis Treuburg) im Regierungsbezirk Gumbinnen der preußischen Provinz Ostpreußen gehörte. Im Jahre 1910 verzeichnete das Dorf 128 Einwohner.
Aufgrund der Bestimmungen des Versailler Vertrags stimmte die Bevölkerung im Abstimmungsgebiet Allenstein, zu dem Nordenthal gehörte, am 11. Juli 1920 über die weitere staatliche Zugehörigkeit zu Ostpreußen (und damit zu Deutschland) oder den Anschluss an Polen ab. In Nordenthal stimmten 97 Einwohner für den Verbleib bei Ostpreußen, auf Polen entfiel keine Stimme.
Am 30. September 1928 gab Nordenthal seine Eigenständigkeit auf und wurde in die benachbarte Landgemeinde Kleszöwen (1936 bis 1938 Kleschöwen, 1938 bis 1945 Kleschen) eingegliedert. 
Am 3. Juni 1938 änderte sich die Namenschreibweise in „Nordental“.
In Kriegsfolge kam das Dorf 1945 mit dem gesamten südlichen Ostpreußen zu Polen und erhielt die polnische Namensform „Nory“. Heute ist der Ort Sitz eines Schulzenamtes (polnisch sołectwo) und somit eine Ortschaft im Verbund der Landgemeinde Wieliczki (Wielitzken, 1938 bis 1945 Wallenrode) im Powiat Olecki (Kreis Oletzko, 1933 bis 1945 Kreis Treuburg), bis 1998 der Woiwodschaft Suwałki, seither der Woiwodschaft Ermland-Masuren zugehörig.

### Amtsbezirk Nordenthal/Nordental (1874–1945)
Bei der Gründung des Amtsbezirks Nordenthal im Jahre 1874 waren zehn Dörfer eingegliedert, am Ende waren es nur noch sechs:
| Name                            | Änderungsname 1938 bis 1945 | Polnischer Name               | Bemerkungen                                   |
| ------------------------------- | --------------------------- | ----------------------------- | --------------------------------------------- |
| Bronaken                        |                             |                               |                                               |
| Friedrichsberg                  |                             | Puchowica                     | 1903 nach Puchowken eingemeindet              |
| Gutten, Dorf                    |                             | Guty                          |                                               |
| Gutten, Gut                     |                             |                               | Vor 1908 in die Gemeinde Gutten eingegliedert |
| Jelittken                       | Gelitten                    | Jelitki                       |                                               |
| Klein Oletzko                   | Herzogshöhe                 | Małe Olecko auch: Olecko Małe |                                               |
| Kleszöwen 1936–1938: Kleschöwen | Kleschen                    | Kleszczewo                    |                                               |
| Nordenthal                      | Nordental                   | Nory                          | 1928 nach Kleszöwen eingemeindet              |
| Puchowken                       | (ab 1929:) Wiesenfelde      | Puchówka                      |                                               |
| Starosten                       | Müllersbrück                | Starosty                      |                                               |

Am 1. Januar 1945 bildeten noch die Orte Gelitten, Gutten, Herzogshöhe, Kleschen, Müllersbrück und Wiesnefelde den Amtsbezirk Nordental.

## Religionen
Bis 1945 gehörte Nordenthal (Nordental) zur evangelischen Kirche Wielitzken in der Kirchenprovinz Ostpreußen der Kirche der Altpreußischen Union sowie zur katholischen Pfarrkirche Marggrabowa (Treuburg) im Bistum Ermland.
Heute gehört Nory zur katholischen Pfarrei Wieliczki mit der Filialkirche Kleszczewo im Bistum Ełk der Römisch-katholischen Kirche in Polen. Hier lebende evangelische Kirchenglieder halten sich zu den Kirchen in Ełk (Lyck) bzw. Suwałki, beide in der Diözese Masuren der Evangelisch-Augsburgischen Kirche in Polen gelegen.

## Söhne und Töchter des Ortes
- Adolf Hillmann (* 2. März 1816 auf Gut Nordenthal; † 11. November 1880 ebenda), Rittergutsbesitzer, Mitglied des Deutschen Reichstags

## Verkehr
Nory liegt an einer Nebenstraße, die Wieliczki an der Woiwodschaftsstraße DW 655 über Kleszczewo mit Wysokie (Wyssocken, 1938 bis 1945 Waltershöhe) an der Landesstraße DK 16 verbindet. Außerdem ist der Ort von Kijewo (Kiöwen) aus über Wólka Kijewska (Kiöwenhorst) und Bartki (Bartken) erreichbar.
Die nächste Bahnstation ist Kijewo an der einstigen Bahnstrecke Lyck–Insterburg (polnisch Ełk–Tschernjachowsk), die heute nur noch auf polnischem Staatsgebiet und im Abschnitt Ełk–Olecko im Güterverkehr sporadisch befahren wird.